# Orientalisierende Periode

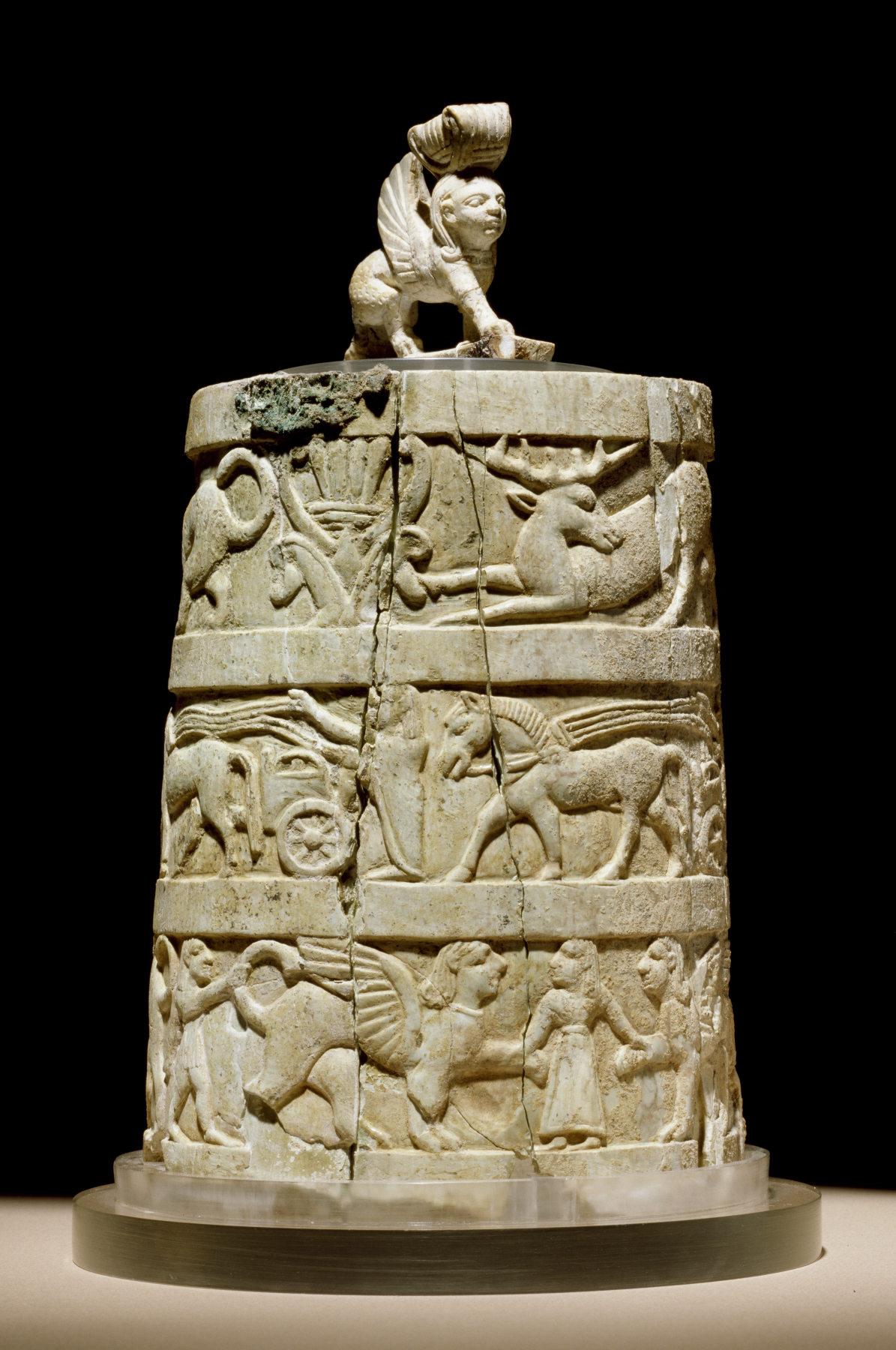
Elfenbeindose mit orientalischen Motiven aus Cerveteri (Etrurien), um 650–625 v. Chr.

Die Orientalisierende Periode ist eine Phase der griechischen und etruskischen Kunst, die von etwa 750 bis 650 v. Chr. dauerte. Es ist die erste Phase etruskischer Kunst. Der Begriff wurde von Frederik Poulsen geprägt, um das Phänomen in der griechischen Kunst zu beschreiben. Der Begriff wird auch auf Philosophie, Religion, Literatur und Mythos der Griechen angewandt.

## Griechenland
Objekte aus dem Orient tauchten in großer Zahl im 19. Jahrhundert vor allem in etruskischen Gräbern auf. Erst später fanden sich auch zahlreiche Objekte aus dem Nahen Osten in Griechenland: Bronzekessel, Bronzefiguren, Elfenbeinschnitzereien von Möbeln und Fayencen, vereinzelt in Gräbern, aber vor allem Heiligtümern in der gesamten Ägais. Zu diesen Heiligtümern gehören Olympia und Delphi, aber auch das der Hera auf Samos oder der Athene von Lindos. Es ist unsicher, wer die Objekte in diese Tempel gestiftet hat. Es mögen griechische Händler gewesen sein, die weit gereist waren und fremde Gegenstände mitbrachten. Einige Weihungen mögen aber auch von Ausländern stammen. Ein Großteil der Weihungen mag jedoch eher von Griechen stammen, die die exotischen Objekte über den Handel erworben hatten.

## Etrusker
Besonders von etwa 750 bis 650 v. Chr. wurden Luxusgüter, aber auch Ideen und Wissen aus dem Nahen Osten und der Ägäis nach Etrurien exportiert. Die ältere Forschung ging davon aus, dass es sich in Etrurien um vereinzelte Importe handelte. Die neuere Forschung geht eher davon aus, dass nicht nur einzelne Objekte, sondern auch Ideen, ein gewisser Lebensstil und Technologien in großem Umfang nach Italien gebracht wurden. Dies mag mit der Gründung von griechischen Kolonien in Unteritalien zu tun haben, die den Handel mit dem Orient organisierten. Orientalische Objekte tauchen zuerst in etruskischen Küstenstädten wie Veii, Caere und Tarquinia auf. Es gibt aber nicht nur importierte Waren aus dem Orient, sondern auch die etruskische Kunstproduktion war nun stark vom Orient beeinflusst. Die ersten bemalten etruskischen Grabkammern zeigten orientalischen Einfluss. Ab etwa 650 v. Chr. nahm der orientalische Einfluss in der etruskischen Kunst ab und wurde durch griechische Einflüsse ersetzt.